# Hamit Kaplan
Hamit Kaplan (Amasya, Turquía, 20 de septiembre de 1934-5 de enero de 1976) fue un deportista turco especialista en lucha libre olímpica donde llegó a ser campeón olímpico en Melbourne 1956.

## Carrera deportiva
En los Juegos Olímpicos de 1956 celebrados en Melbourne ganó la medalla de oro en lucha libre olímpica estilo peso pesado, superando al búlgaro Hussein Mehmedov (plata) y al finlandés Taisto Kangasniemi (bronce). Cuatro años después, en las Olimpiadas de Roma 1960 ganó la medalla de plata en la misma modalidad; y otros cuatro años más tarde, en las de Tokio 1964 ganó el bronce en la misma prueba.